# Parker Solar Probe
La Parker Solar Probe (abbreviata PSP; precedentemente Solar Probe, Solar Probe Plus o Solar Probe+) è una sonda spaziale della NASA lanciata nel 2018 con la missione di effettuare osservazioni della corona esterna del Sole. Si avvicinerà entro 9,86 raggi solari (6,9 milioni di km o 4,3 milioni di miglia) dal centro del Sole, ed entro il 2025 viaggerà, al massimo avvicinamento, ad una velocità di 690.000 km/h (430.000 mph), o 0,064% la velocità della luce.
Il progetto è stato annunciato nel 2009; il costo previsto della missione è di 1,5 miliardi di dollari. L'Applied Physics Laboratory dell'Università Johns Hopkins ha progettato e costruito il veicolo spaziale,  che è stato lanciato il 12 agosto 2018. È diventato il primo veicolo spaziale della NASA intitolato a una persona vivente, in onore del fisico Eugene Parker, professore emerito all'Università di Chicago.
Una scheda di memoria contenente i nomi di oltre 1,1 milioni di persone è stata montata su una targa e installata sotto l'antenna ad alto guadagno del veicolo spaziale il 18 maggio 2018.  La scheda contiene anche foto di Parker e una copia del suo articolo scientifico del 1958 che prevedeva importanti aspetti della fisica solare.
Dal 29 ottobre 2018, verso le 18:04 UTC, il veicolo spaziale è diventato l'oggetto artificiale più vicino al Sole in assoluto. Il record precedente, a 42,73 milioni di chilometri dalla superficie del Sole, era stato stabilito dalla navicella spaziale Helios 2 nell'aprile 1976. L'approccio più vicino della sonda è avvenuto il 24 dicembre 2024, quando la sonda si è immersa nella corona solare, arrivando a una distanza di 6,1 milioni di chilometri dalla superficie della nostra stella.

## Storia
(Bruce Tsu-Rutani, uno dei responsabili scientifici del Solar Probe presso il Jet Propulsion Laboratory di Pasadena, in California)
Il concetto di Parker Solar Probe ha origine nel rapporto del 1958 del Fields and Particles Group ( National Academy of Sciences ' Space Science Board) che proponeva diverse missioni spaziali tra cui "una sonda solare per passare all'interno del orbita di Mercurio per studiare le particelle e i campi in prossimità del Sole". Gli studi negli anni '70 e '80 ne hanno riaffermato l'importanza, ma è stato sempre posticipato a causa dei costi. Negli anni '90 è stata studiata una missione Solar Orbiter a costi ridotti e una missione Solar Probe più capace è stata uno dei fulcri dell'omonimo Programma Outer Planet/Solar Probe (OPSP) formulato dalla NASA alla fine degli anni '90. Le prime tre missioni del programma dovevano essere: il Solar Orbiter, la missione Pluto Kuiper Express da ricognizione della cintura di Plutone e Kuiper e la missione di astrobiologia Europa Orbiter focalizzata su Europa.
Il progetto originale della sonda solare utilizzava un aiuto gravitazionale di Giove per entrare in un'orbita polare che scendeva quasi direttamente verso il Sole. Mentre questo esplorava gli importanti poli solari e arrivava ancora più vicino alla superficie (3 R☉, un perielio di 4 R☉), l'estrema variazione dell'irraggiamento solare rendeva una missione costosa e richiedeva un generatore termico a radioisotopi per l'energia. Il viaggio su Giove ha comportato anche una lunga missione (3,5 anni al primo perielio solare, 8 anni al secondo).
In seguito alla nomina di Sean O'Keefe ad amministratore della NASA, l'intero programma OPSP è stato cancellato come parte della richiesta del presidente George W. Bush per il bilancio federale degli Stati Uniti per il 2003. L'amministratore O'Keefe ha citato la necessità di una ristrutturazione della NASA e dei suoi progetti, in linea con il desiderio dell'amministrazione Bush che la NASA si concentri nuovamente sulla "ricerca e sviluppo e affrontando le carenze di gestione".
La cancellazione del programma ha comportato anche la cancellazione iniziale di New Horizons, la missione che ha vinto la competizione per sostituire il Pluto Kuiper Express nel precedente programma OPSP. Quella missione, che alla fine sarebbe stata lanciata come prima missione del programma New Frontiers, un successore concettuale del programma OPSP, sarebbe stata sottoposta a una lunga battaglia politica per assicurarsi i finanziamenti per il suo lancio, avvenuto nel 2006.
All'inizio degli anni 2010, i piani per la missione Solar Probe sono stati incorporati in un Solar Probe Plus a basso costo. La missione riprogettata utilizza molteplici assist gravitazionali di Venere per una traiettoria di volo più diretta, che può essere alimentata da pannelli solari. Ha anche un perielio più alto, riducendo le esigenze del sistema di protezione termica.
Nel maggio 2017, il veicolo spaziale è stato ribattezzato Parker Solar Probe in onore dell'astrofisico Eugene Newman Parker, che ha coniato il termine "vento solare". La sonda solare è costata alla NASA 1,5 miliardi di dollari. Il razzo di lancio portava una dedica in memoria dell'ingegnere APL Andrew A. Dantzler che aveva lavorato al progetto.

## Obiettivi della missione

### Premessa
Il Sole è frequentemente soggetto a violente esplosioni. Le fluttuazioni degli intensi campi magnetici solari scagliano immani flussi di particelle cariche che si propagano nello spazio a grande velocità. Questo vento solare raggiunge i pianeti ed è la causa delle aurore nelle regioni polari terrestri; occasionali tempeste nel vento solare possono mettere temporaneamente fuori uso i satelliti per le comunicazioni e causare interruzioni nella distribuzione di elettricità. Nei primi 10 anni del nuovo millennio, le Agenzie spaziali degli Stati Uniti, Europa e Asia hanno iniziato a lanciare una piccola flotta di veicoli per studiare il Sole e le sue violente esplosioni. Una di queste sonde si avventurerà anche nella corona, l'atmosfera esterna del Sole.

### Altre missioni preliminari
La strada è stata aperta dalle missioni solari recenti, come il Solar and Heliospheric Observatory (SOHO) che dalla fine degli anni novanta ha fornito immagini mozzafiato del Sole e della sua corona. Invece, la sonda Ulysses ha misurato il vento solare e il campo magnetico del Sole, mentre percorreva un'orbita che le ha permesso di osservare i poli dell'astro. Queste missioni hanno rivelato che i venti solari più veloci, che soffiano a velocità fino a 800 km/s, possono avere origine da tutta la superficie solare e non solo dai poli, come gli astronomi avevano creduto in precedenza. Ancora non si comprendono i processi fisici che generano il vento solare e quindi non si può prevedere l'arrivo delle tempeste che causano tanti problemi sulla Terra.
Nel 2001, la NASA ha lanciato Genesis, una sonda che ha raccolto particelle del vento solare da un'orbita vicina a quella della Terra. Successivamente, il veicolo ha riportato i campioni sulla Terra, sebbene l'atterraggio non sia avvenuto come previsto a causa di un'avaria, dove gli scienziati hanno poi potuto misurare l'abbondanza dei vari elementi e isotopi. Anche la Russia, il Giappone e la Germania hanno messo a punto missioni per lo studio del Sole, la più ambiziosa delle quali rimane il Solar Probe della NASA il cui lancio era programmato per il 2007.

### Attività
Questa sonda entrerà in un'orbita eccentrica che la farà passare attraverso la corona, a meno di 6 milioni di km dalla superficie solare, circa un decimo della distanza fra il Sole e Mercurio.
Durante il primo sorvolo del Sole (14 ore da polo a polo), gli scudi termici del Solar Probe dovranno resistere a temperature che raggiungono i 1400 °C. A tal fine, la sonda sarà dotata di uno speciale scudo termico del peso di 62 kg per mantenere gli strumenti alla temperatura di circa 30 °C. La sonda misurerà i campi magnetici della nostra stella e riprenderà immagini ad alta risoluzione della superficie; trasporterà anche numerosi spettrometri e uno strumento per compiere misurazioni sulle onde di plasma solari. Bruce Tsu-Rutani, uno dei responsabili scientifici del Solar Probe presso il Jet Propulsion Laboratory di Pasadena in California, ha dichiarato che si tratterà della "prima missione diretta verso una stella: la nostra stella".
Il veicolo tornerà per un secondo incontro con il Sole cinque mesi dopo, quando volerà attraverso i buchi coronali, da dove sembra avere origine il vento solare più veloce. Gli scienziati sperano che la sonda spieghi in che modo il vento solare venga accelerato fino a queste incredibili velocità, ma la missione potrebbe anche gettare luce sul più difficile paradosso della fisica solare: come mai l'atmosfera esterna del Sole è centinaia di volte più calda della sua superficie. Secondo David Hathaway, che dirige la sezione di fisica solare del Marshall Space Flight Center della NASA, i risultati acquisiti potrebbero aiutare a prevedere tempeste solari potenzialmente pericolose. La prima telemetria, che ha confermato il buon funzionamento delle quattro suite di strumenti e delle prestazioni della sonda, è stata acquisita il 16 novembre 2018, dieci giorni dopo il raggiungimento del primo perielio a 22 milioni di chilometri dalla superficie del sole.
Il 14 dicembre 2021 la sonda esegue il passaggio più vicino al sole di tutte le sonde lanciate verso il sole, passando nell'alta atmosfera solare immersa nella corona solare.
Il 29 maggio 2022 la sonda ha scoperto la sua prima cometa, l'annuncio è stato dato solo a settembre.

## Struttura dello scudo termico
La sonda Parker solar deve resistere a temperature di circa 1400 °C pertanto deve essere provvista di scudo protettivo frontale. Il compito di quest'ultimo è quello di mantenere la temperatura della sonda a circa 30 °C così da poterne garantire la piena funzionalità. Per fare ciò vengono utilizzati tre strati di materiali a sandwich: esternamente due strati di composito carbonio-carbonio, internamente una schiuma di carbonio spessa 12 cm. Il peso complessivo dello scudo è di appena 60 kg; un peso minimo che è necessario per raggiungere la velocità massima di circa 692.000 km/h (192 km/s) che terrà la sonda in orbita attorno al Sole.

## Cronologia
| Anno | Data                  | Evento                    | Perielio/ Altitudine Sorvolo di Venere (Gm) | Velocità (km/s) | Periodo orbitale (giorni) | Note |
| ---- | --------------------- | ------------------------- | ------------------------------------------- | --------------- | ------------------------- | --- |
| 2018 | 12 agosto 07:31 UTC   | Lancio                    | 151.6                                       | –               | 174                       | |
| 2018 | 3 ottobre 08:44 UTC   | Primo sorvolo di Venere   | 2548 km                                     | –               | –                         | Il primo e secondo sorvolo avvengono nello stesso punto dell'orbita di Venere. |
| 2018 | 6 novembre 03:27 UTC  | Perielio #1               | 24,8                                        | 95              | 150                       | Incontro col Sole durato dal 31 ottobre all'11 novembre |
| 2019 | 4 aprile 22:40 UTC    | Perielio #2               | 24,8                                        | 95              | 150                       | Dal 30 marzo al 10 aprile |
| 2019 | 1 settembre 17:50 UTC | Perielio #3               | 24,8                                        | 95              | 150                       | Dal 16 agosto al 20 settembre |
| 2019 | 26 dicembre 18:14 UTC | Secondo sorvolo di Venere | 3023 km                                     |                 |                           | Il primo e secondo sorvolo avvengono nello stesso punto dell'orbita di Venere. |
| 2020 | 29 gennaio 09:37 UTC  | Perielio #4               | 19,4                                        | 109             | 130                       | Dal 23 gennaio al 29 febbraio |
| 2020 | 7 giugno 08:23 UTC    | Perielio #5               | 19,4                                        | 109             | 130                       | Dal 9 maggio al 28 giugno |
| 2020 | 11 luglio 03:22 UTC   | Terzo sorvolo di Venere   | 834 km                                      |                 |                           | Il terzo e quarto sorvolo avvengono nello stesso punto dell'orbita di Venere. Il terzo sorvolo di Venere è stato il primo durante il quale la sonda è passata dietro all'ombra di Venere dal punto di vista del Sole, per la durata di circa 11 minuti. |
| 2020 | 27 settembre          | Perielio #6               | 14,2                                        | 129             | 112,5                     | |
| 2021 | 17 gennaio            | Perielio #7               | 14,2                                        | 129             | 112,5                     | |
| 2021 | 20 febbraio           | Quarto sorvolo di Venere  | 2392 km                                     |                 |                           | Il terzo e quarto sorvolo avvengono nello stesso punto dell'orbita di Venere. |
| 2021 | 28 aprile             | Perielio #8               | 11,1                                        | 147             | 102                       | Primo attraversamento della corona solare da parte della sonda. |
| 2021 | 9 agosto              | Perielio #9               | 11,1                                        | 147             | 102                       | |
| 2021 | 16 ottobre            | Quinto sorvolo di Venere  | 3786 km                                     |                 |                           | Il quinto e sesto sorvolo avvengono nello stesso punto dell'orbita di Venere. |
| 2021 | 21 novembre           | Perielio #10              | 9,2                                         | 163             | 96                        | |
| 2022 | 25 febbraio           | Perielio #11              | 9,2                                         | 163             | 96                        | |
| 2022 | 1 giugno              | Perielio #12              | 9,2                                         | 163             | 96                        | |
| 2022 | 6 settembre           | Perielio #13              | 9,2                                         | 163             | 96                        | |
| 2022 | 11 dicembre           | Perielio #14              | 9,2                                         | 163             | 96                        | |
| 2023 | 17 marzo              | Perielio #15              | 9,2                                         | 163             | 96                        | |
| 2023 | 22 giugno             | Perielio #16              | 9,2                                         | 163             | 96                        | |
| 2023 | 21 agosto             | Sesto sorvolo di Venere   | 3939 km                                     |                 |                           | Il quinto e sesto sorvolo avvengono nello stesso punto dell'orbita di Venere. |
| 2023 | 27 settembre          | Perielio #17              | 7,9                                         | 176             | 92                        | |
| 2023 | 29 dicembre           | Perielio #18              | 7,9                                         | 176             | 92                        | |
| 2024 | 30 marzo              | Perielio #19              | 7,9                                         | 176             | 92                        | |
| 2024 | 30 giugno             | Perielio #20              | 7,9                                         | 176             | 92                        | |
| 2024 | 30 settembre          | Perielio #21              | 7,9                                         | 176             | 92                        | |
| 2024 | 6 novembre            | Settimo sorvolo di Venere | 317 km                                      |                 |                           | |
| 2024 | 24 dicembre           | Perielio #22              | 6,9                                         | 192             | 88                        | |
| 2025 | 22 marzo              | Perielio #23              | 6,9                                         | 192             | 88                        | |
| 2025 | 19 giugno             | Perielio #24              | 6,9                                         | 192             | 88                        | |
| 2025 | 15 settembre          | Perielio #25              | 6,9                                         | 192             | 88                        | |
| 2025 | 12 dicembre           | Perielio #26              | 6,9                                         | 192             | 88                        | |

1. ↑  Per l'altitudine sopra la superficie solare, sottrarre un raggio solare ≈0,7 Gm. (Un Gm (gigametro) è un milione di km.))
2. ↑  Il primo periodo orbitale di 174 giorni era l'orbita stabilita dal lancio e dalle corresioni di rotta, ed era l'orbita che la sonda avrebbe continuato a percorrere se non fosse successo più niente per cambiarla. Tuttavia quell'orbita, secondo il piano della missione, non fu mai completata. Durante il primo percorso di avvicinamento della sonda al Sole, fece il suo primo incontro pianificato con Venere, che accorciò notevolmente la sua orbita.
3. ↑   Dopo il secondo incontro col Sole, la sonda è stata in grado di scaricare molti più dati di quanto la NASA si aspettasse quindi la terza fase è stata estesa da 11 giorni a circa 35 giorni. Gli strumenti di osservazione sono stati accesi quando la sonda solare Parker è arrivata a 0,45 au nel viaggio di ritorno e sono programmati per funzionare finché la sonda non raggiungerà circa 0,50 au mentre si allontana.[12]

## Galleria d'immagini

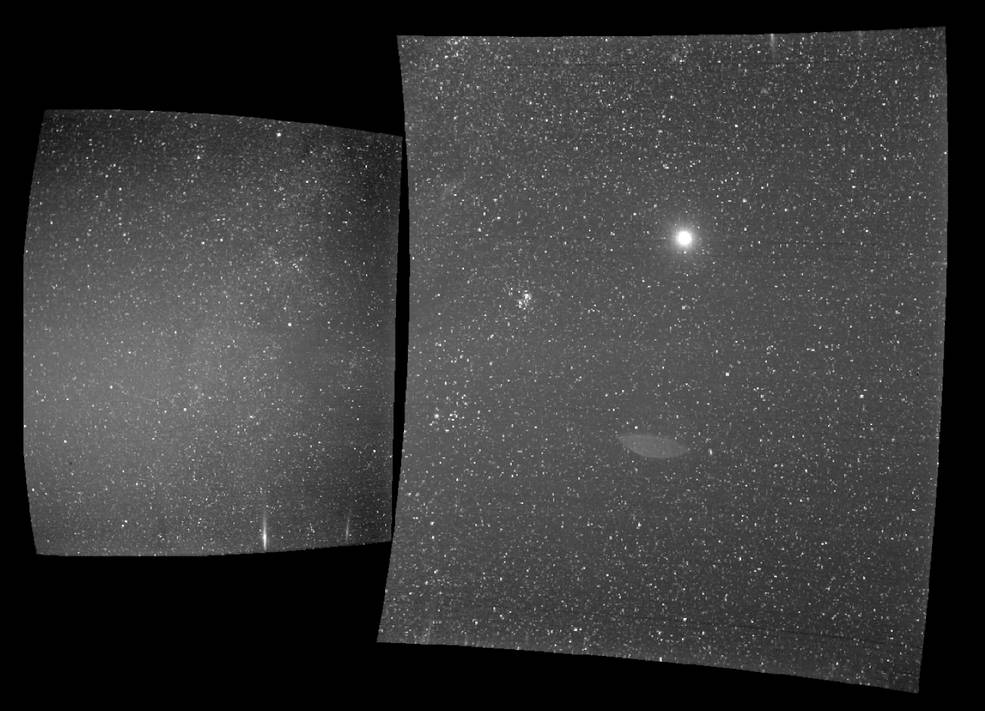
Foto della Terra ripresa dallo strumento WISPR della sonda nel settembre 2018
- La Parker Solar Probe mentre attraversa la corona solare, all'inizio del 2021.
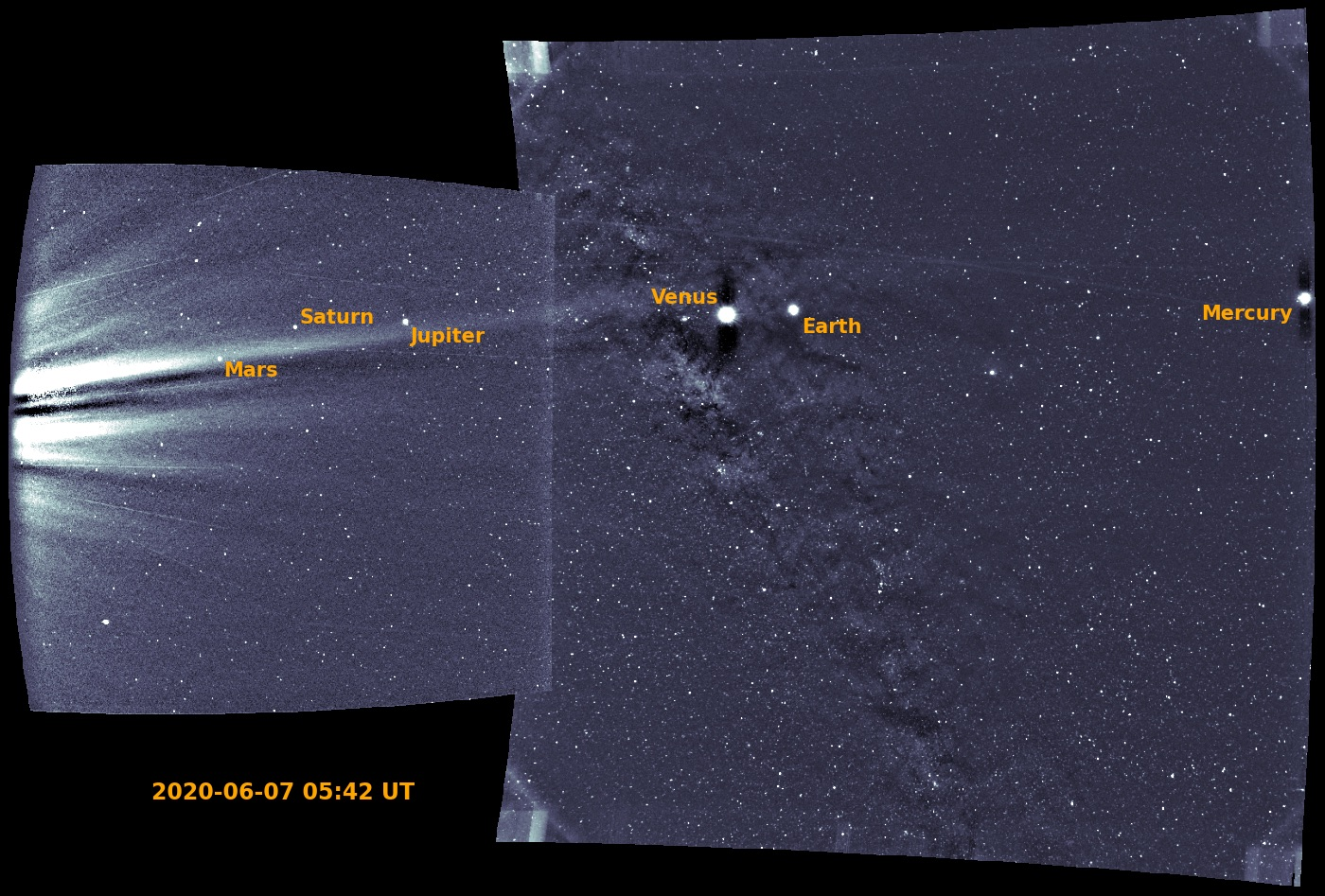
Durante il suo approccio al Sole del 2021, la sonda scattò questa immagine con i primi cinque pianeti del sistema solare.
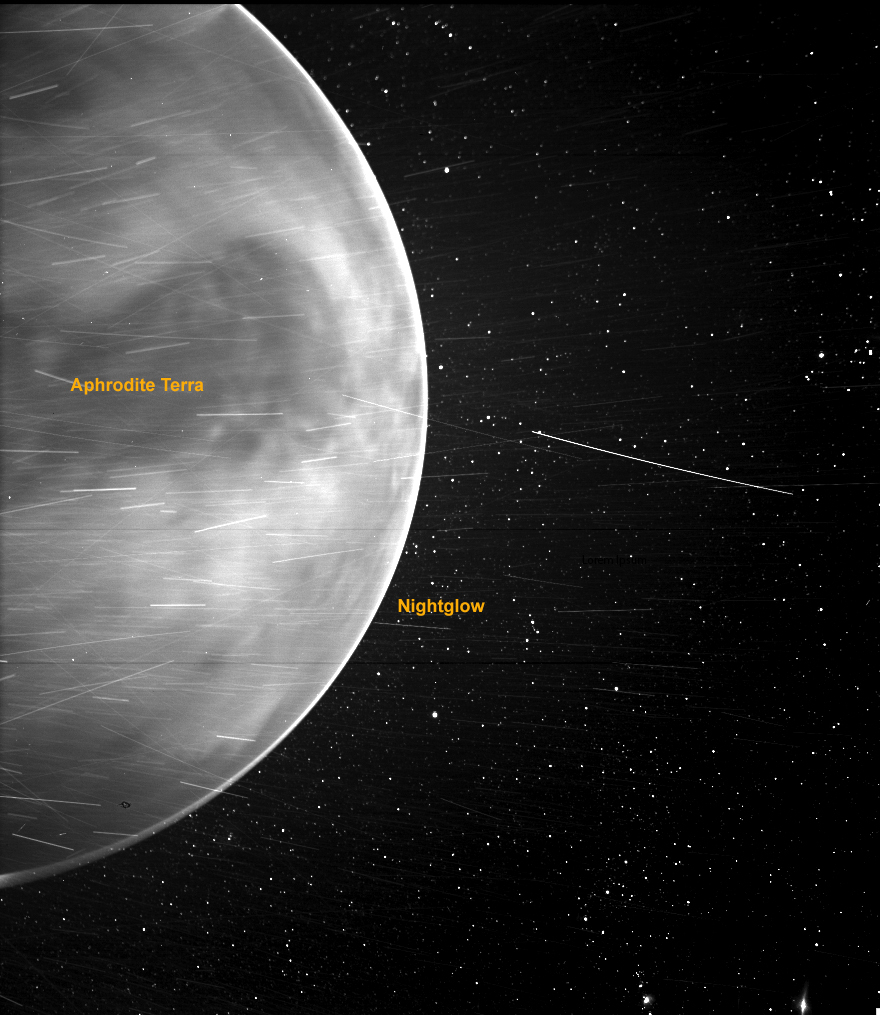
Foto scattata dalla sonda durante il suo secondo sorvolo di Venere, luglio 2020
Mentre la sonda solare sorvolava Venere nel suo quarto sorvolo, lo strumento WISPR ha catturato queste immagini, mostrando la superficie notturna del pianeta